# هایک نیکوغوسیان
هایک نیکوغوسیان (Հայկ Արայի Նիկողոսյան؛ زادهٔ ۱۹ آوریل ۱۹۵۵) یک پزشک و سیاستمدار اهل ارمنستان است که از تاریخ ۱۹۹۸ تا تاریخ ۲۰۰۰ در دولت‌های آرمن داربینیان، وازگن سارگسیان و آرام سارگسیان سمت وزیر بهداشت ارمنستان را برعهده داشت.

## زندگی‌نامه
در ۱۹ آوریل ۱۹۵۵ در ایروان به دنیا آمد و از دانشگاه پزشکی دولتی ایروان فارغ‌التحصیل شد. 